# Leporinus melanopleura
Leporinus melanopleura är en fiskart som beskrevs av Günther, 1864. Leporinus melanopleura ingår i släktet Leporinus och familjen Anostomidae. Inga underarter finns listade i Catalogue of Life.